# Шавров, Алексей Семёнович
Алексе́й Семёнович Шавро́в — советский хозяйственный, государственный и политический деятель.

## Биография
Родился в 1906 году в деревне Шабуни. Член КПСС.
С 1929 года — на хозяйственной, общественной и политической работе. В 1929—1971 гг. — инспектор ЦК КП(б)Б, инспектор наркомата рабкрина БССР, инструктор ЦК КП(б)Б, народный комиссар торговли БССР, начальник Главторга, и. о. заместителя председателя Совета Народных Комиссаров Белорусской ССР, участник Великой Отечественной войны, начальник отдела снабжения Белорусского штаба партизанского движения, заместитель председателя Совета Народных Комиссаров Белорусской ССР, начальник Белглаврыбпрома, первый заместитель министра промышленных товаров народного потребления, министр промышленности пищевых товаров, министр торговли Белорусской ССР, заместитель Председателя Совета Министров БССР.
Избирался депутатом Верховного Совета Белорусской ССР 2-7-го созывов.
Делегат XXII съезда КПСС.
Умер в Минске в 1976 году.